# Mike Macaluso
Michael Emilius Macaluso, detto Mike (Buffalo, 20 luglio 1951 – 16 novembre 2022), è stato un cestista statunitense, professionista nella NBA.

## Carriera
Venne selezionato dai Buffalo Braves al sesto giro del Draft NBA 1973 (88ª scelta assoluta).